# Дзвіниця (Спасо-Преображенський монастир)
Дзвіниця Спасо-Преображенського монастиря — пам'ятка архітектури національного значення в місті Новгород-Сіверському Чернігівської області.

## Історія
Постановою Ради Міністрів Української РСР від 24.08.1963 року № 970 «Про впорядкування справи обліку та охорони пам'яток архітектури на території Української РСР» («Про впорядкування справи обліку та охорони пам'яток архітектури на території Української РСР») № 850/2 під назвою Дзвіниця.
Точного часу побудови дзвіниці не відомо. Докладний аналіз архітектурних особливостей споруди, характер і структура мурування стін та склепінь і порівняння результатів натурних досліджень з відомими історичними подіями, пов'язаними зі Спасо-Преображенським монастирем, дозволяють датувати її будівництво кінцем XVI — початком XVII ст. Залишки мурування стін початкового об'єму башти, які входять до складу дзвіниці, збереглися у підвалах споруди та на незначну висоту першого, а на північному розі — до основи аркади другого поверху. Характер руйнувань свідчить, що початковий об'єм башти-дзвіниці було знищено вибухом. Історія ансамблю свідчить, що такого руйнування споруда могла зазнати тільки 1605 р., коли польське військо штурмом захопило місто й монастир і повністю знищило його укріплення. Після цього монастир довго лежав у руїнах і відбудовувався дуже повільно.
Автори переважної більшості публікацій XIX ст. вважають, що її зведено у другій половині XIX ст. За радянських часів усі дослідники, використовуючи відомі джерела XIX ст., зазначають, що дзвіницю збудовано одночасно з монастирськими стінами і вежами: «в 1670—1699 рр. були зведені кам'яні оборонні стіни монастиря завдовжки трохи більше кілометра, з надбрамною та кутовими вежами».
Перша згадка про надбрамну башту-дзвіницю зустрічається в описі монастиря 1785 р., де говориться: «…на каменной колокольне, находящейся над Святыми вратами, крыша сгнила».
У списку пам'яток архітектури України дзвіниця датується XVII—XIX ст. Співробітники інституту «Укрпроектреставрація» виконали докладний аналіз усіх відомих бібліографічних і історико-архівних джерел з цього питання. Виявлено непрямі свідчення, які спростовують датування в'їзної башти-дзвіниці другою половиною XVII ст. Так, у листі до гетьмана Брюховецького Лазар Баранович повідомляє: «…о трапезе замышляю и о ограде монастырской». Перелічуючи споруди, які, на його думку, необхідно звести, єпископ дзвіницю не згадує, хоч це є найзначніший елемент монастирського комплексу. Помилковість зазначеної вище дати підтверджено відомостями, одержаними під час натурних досліджень дзвіниці й стін курдонера, коли з'ясували, що дзвіницю збудували значно раніше, ніж прилеглі до неї оборонні стіни.
Для відбудови дзвіниці на початку XVII ст. використовували матеріал із руїн самої пам'ятки. Початкове розпланування башти-дзвіниці при цьому не змінилося, а характер первісних стін, які на північному розі, збереглися на значну висоту, свідчить, що і об'ємно-просторова структура її не зазнала значних змін. Після відбудови башту дзвіниці було перекрито високою шатровою покрівлею і оперезано дерев'яною бойовою галереєю, отвори від консольних балок якої виявлено дослідниками у рівні міжярусного карниза в усіх восьми гранях. По обидва боки брами виявлено два гнізда з металевими блоками для канатів підйомного моста. Верхній ярус оперізувала бойова галерея на консолях, діяв ланцюговий зведений міст (його ковані блоки збереглися в кладці стіни) через рів.
Відбудований у XVII ст. цегляний об'єм зберігся майже без змін донині. Наприкінці XVII ст. проводились роботи з реконструкції монастирських укріплень. Земляні вали було знесено і зведено стіни й башти, висунуті за їх межі, що, імовірно, пов'язано з необхідністю збільшення площі монастирського подвір'я. Сухий, облицьований цеглою, рів був залишений тільки в межах курдонера, перед головною монастирською брамою.
У першій половині XIX ст. шатрова тесова покрівля дзвіниці замінюється банею у вигляді шолома. Георгій Логвин вважає, що це сталося 1830 року. Ту саму дату вибито на флюгері, який зберігся на західній монастирській вежі. Під час натурних досліджень на південно-західному фасаді дзвіниці знайдено сліди клейового живопису, нанесеного на пізній тиньк. Характер цього живопису можна спостерігати на світлинах кінця XIX — початку XX ст. В цей час монастирські стіни й вежі втрачають оборонне значення. 1850 р. засипано рів перед дзвіницею.
Будівля реставрована у період 1954—1958 років. Це були перші справжні наукові дослідження під керівництвом Миколи Холостенка. Тоді зроблено обміри всіх будинків і споруд ансамблю, що збереглися після Другої світової війни.
До 1980 року Петропавлівська трапезна церква, бурса та три корпуси келій були відреставровані і пристосовані під потреби будинку інвалідів, який на цей час містився на території колишнього Спасо-Преображенського монастиря.
У 1980—1990 рр. співробітники інституту «Укрпроектреставрація» здійснили детальні натурні дослідження всіх оборонних споруд монастиря. Ці дослідження дали вичерпні відомості щодо еволюції головного монастирського в'їзду від XVI ст. та оборонних укріплень усього комплексу, які значною мірою змінюють уявлення, що склалися з цього питання в літературі з історії архітектури.
Встановлено інформаційну дошку.

## Опис
Входить до комплексу Спасо-Преображенського монастиря та музею-заповідника «Слово про похід Ігорів».
Оригінальна об'ємно-просторова композиція і самобутня пластика фасадів надають споруді неповторних рис і ставлять її в один ряд із найвидатнішими творіннями архітектури, які збереглися на теренах Лівобережної України.
Побудована наприкінці XVI століття як надбрамна вежа, розташована в центральній частині південно-західного прясла монастирської стіни. Виходячи з оборонних міркувань розташована з відступом (курдонером), завдяки чому перед нею утворився майданчик, оточений стінами з баштами на всі боки.
Наприкінці XVIII ст. аттикова частина стін з бойовим дерев'яним ходом у межах курдонера майже зруйнувалась; згодом її було розібрано, а на тому місці зведено декоративний цегляний аттик.
Архітектура дзвіниці виконана у формах бароко та поєднує українські та російські будівельні традиції. Є прикладом оборонної вежі зі складним об'ємно-просторовим рішенням та своєрідною пластикою. Із зовнішнього боку це триярусна гранована башта з завершенням у вигляді шолома з банькою та хрестом на шпилі.
Кам'яна, оштукатурена, побілена. Архітектура граней сувора і монументальна, і лише декоративне оформлення арки проїзду підкреслює її значення як головної монастирської брами. Із західного (напільного) боку являє собою триярусну грановану (вісімку) вежу, з аркою проїзду в 1-му ярусі. Зі східного (дворового) боку восьмерик вежі спирається на зниженому двоповерховому об'ємі галереї — аркаді прямокутної в плані. Східний фасад вирішено у вигляді двоповерхової галереї. Перший ярус галереї складається з трьох великих арок, які спираються на масивні пілони. Над цими арками знаходиться пояс, складений з невисоких 9 арок, що стоять на поясі їх 12 аркових ніш, на якому стоїть невисока аркада, що огороджує розташоване на другому поверсі гульбище, перекрите невисокою похилою покрівлею. Вежу вінчає шоломоподібний купол з глухим ліхтариком і куполом зі шпилем. Перекриття другого поверху плоскі, по дерев'яних балках. На сургучному відбитку монастирської печатки 1827 р., де дзвіницю зображено з шатровою покрівлею. На всіх відомих картах міста й монастиря XVIII — початку XIX ст. перед дзвіницею зображено рів з перекинутим через нього стаціонарним мостом.
Проїзд та всі приміщення першого поверху перекриті циліндричними склепіннями. У підвальних приміщеннях, також перекритих циліндричними склепіннями, збереглися камери чотирьох бійниць, які спочатку були звернені у бік рову. Також збереглися бійниці у стінах першого ярусу вежі.
Дзвіниця реставрована в період 1981—1985 років (за іншими даними до 1984 року).

## Галерея

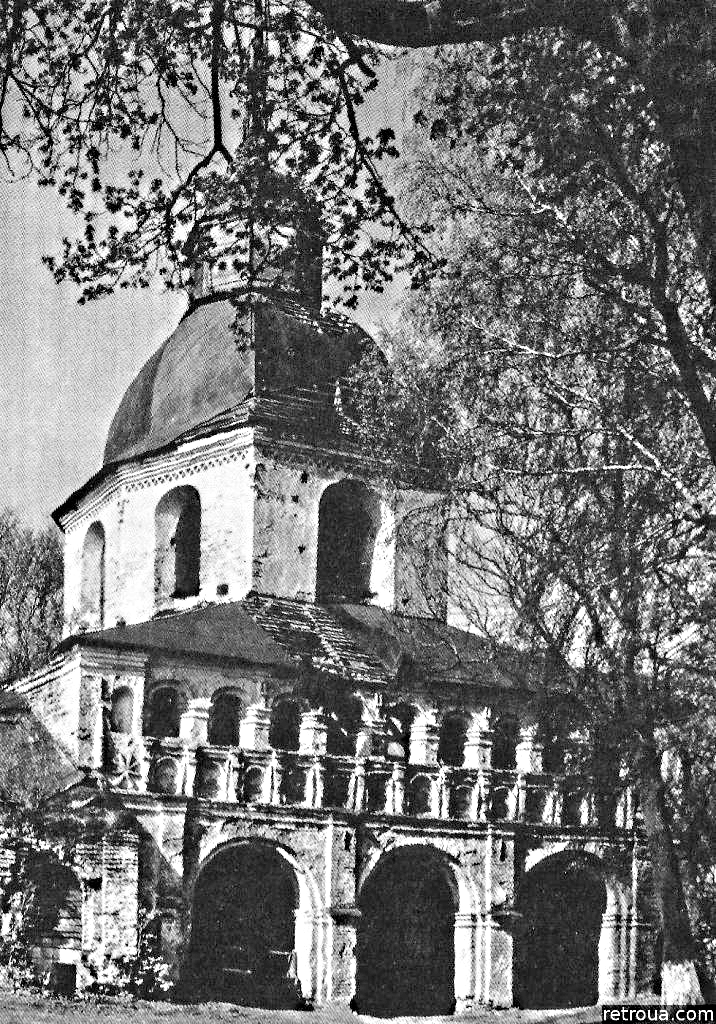
Вигляд на дзвіницю з боку монастиря станом на 1978 рік
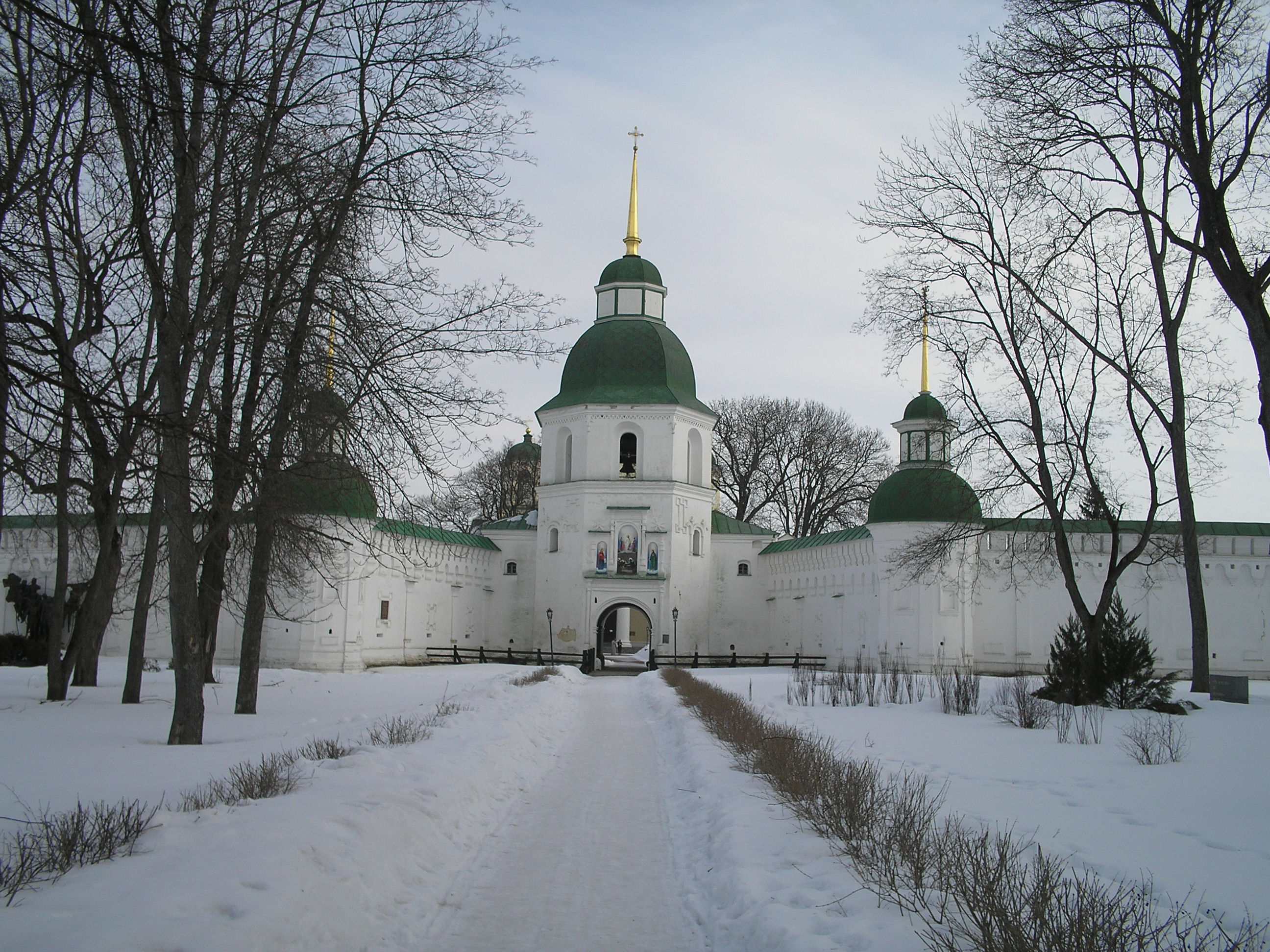
Зимовий краєвид західного боку дзвіниця станом на лютий 2011 року
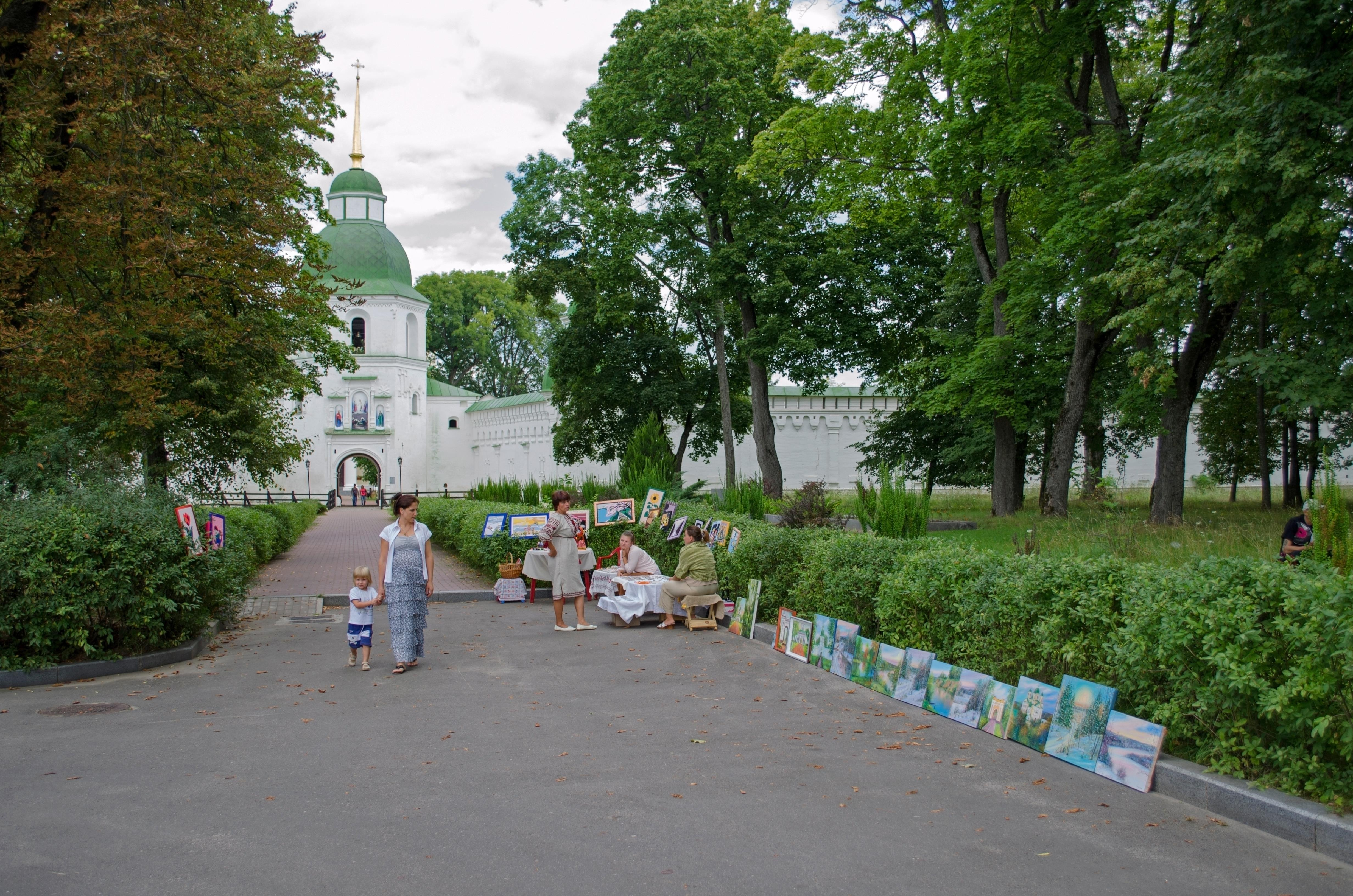
Вулиця перед дзвіницею станом на вересень 2013 року
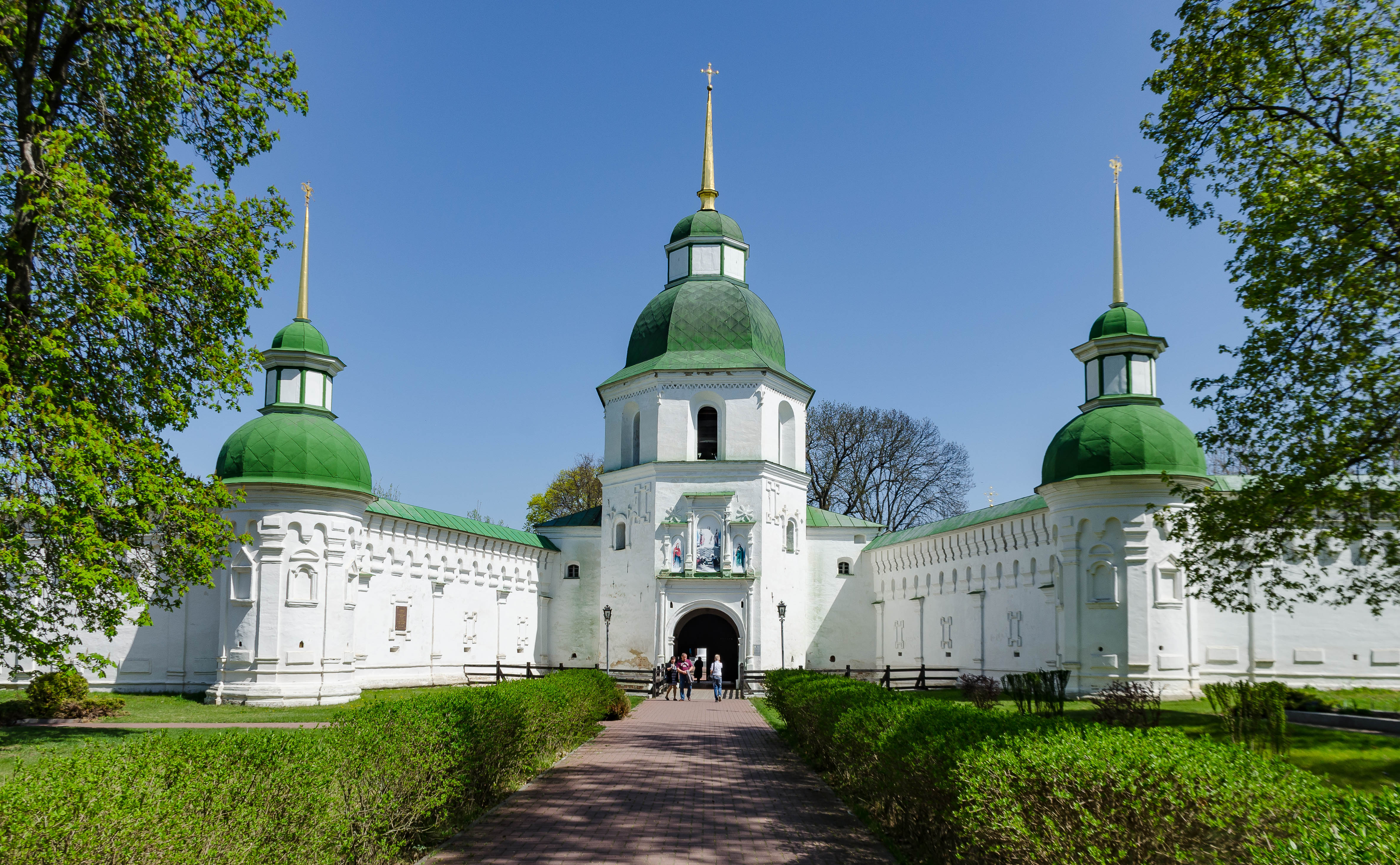
Західний бік дзвіниці (зовнішній вхід) станом на квітень 2017 року
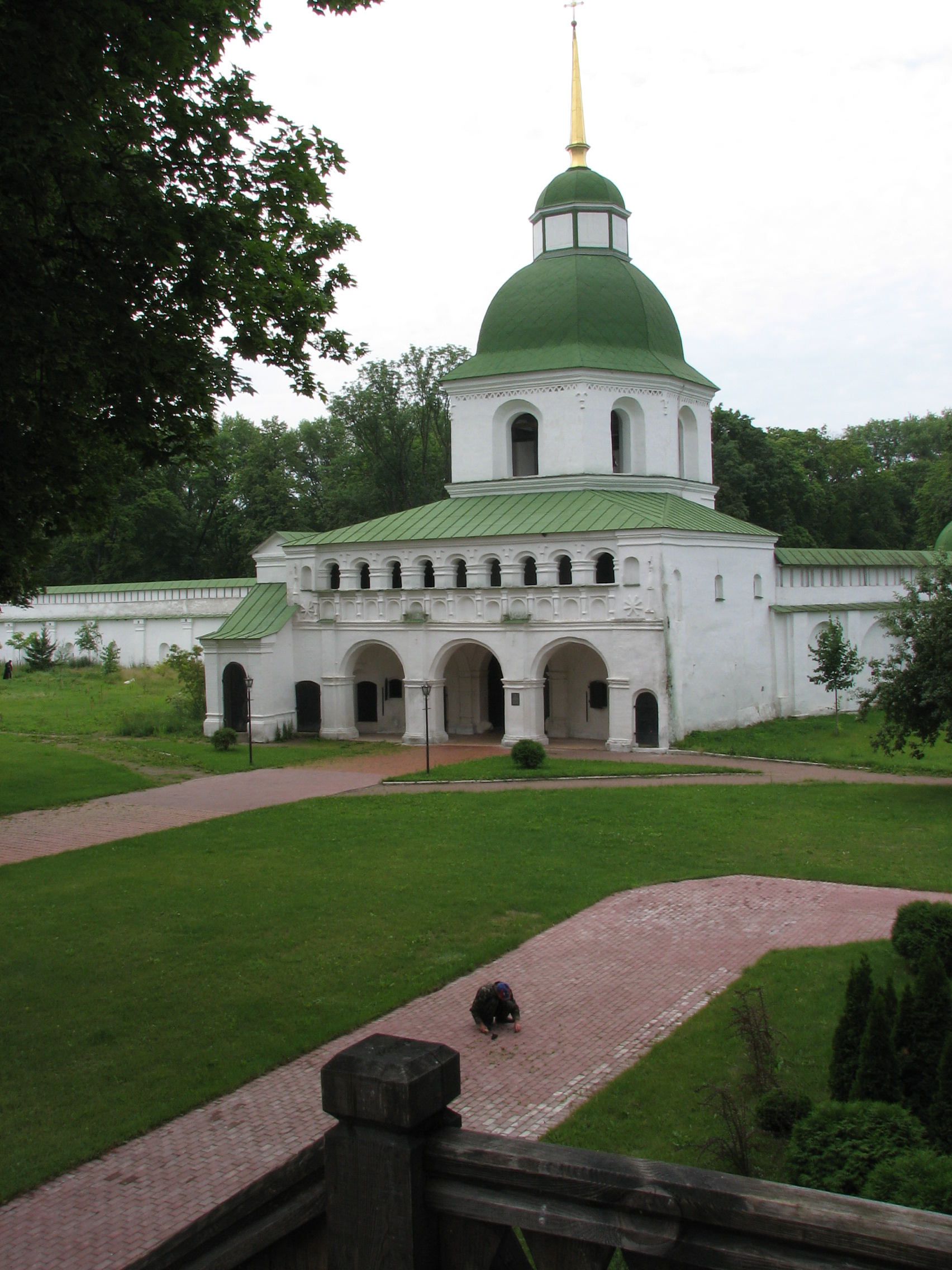
Вигляд на дзвіницю з боку монастиря станом на липень 2007 року
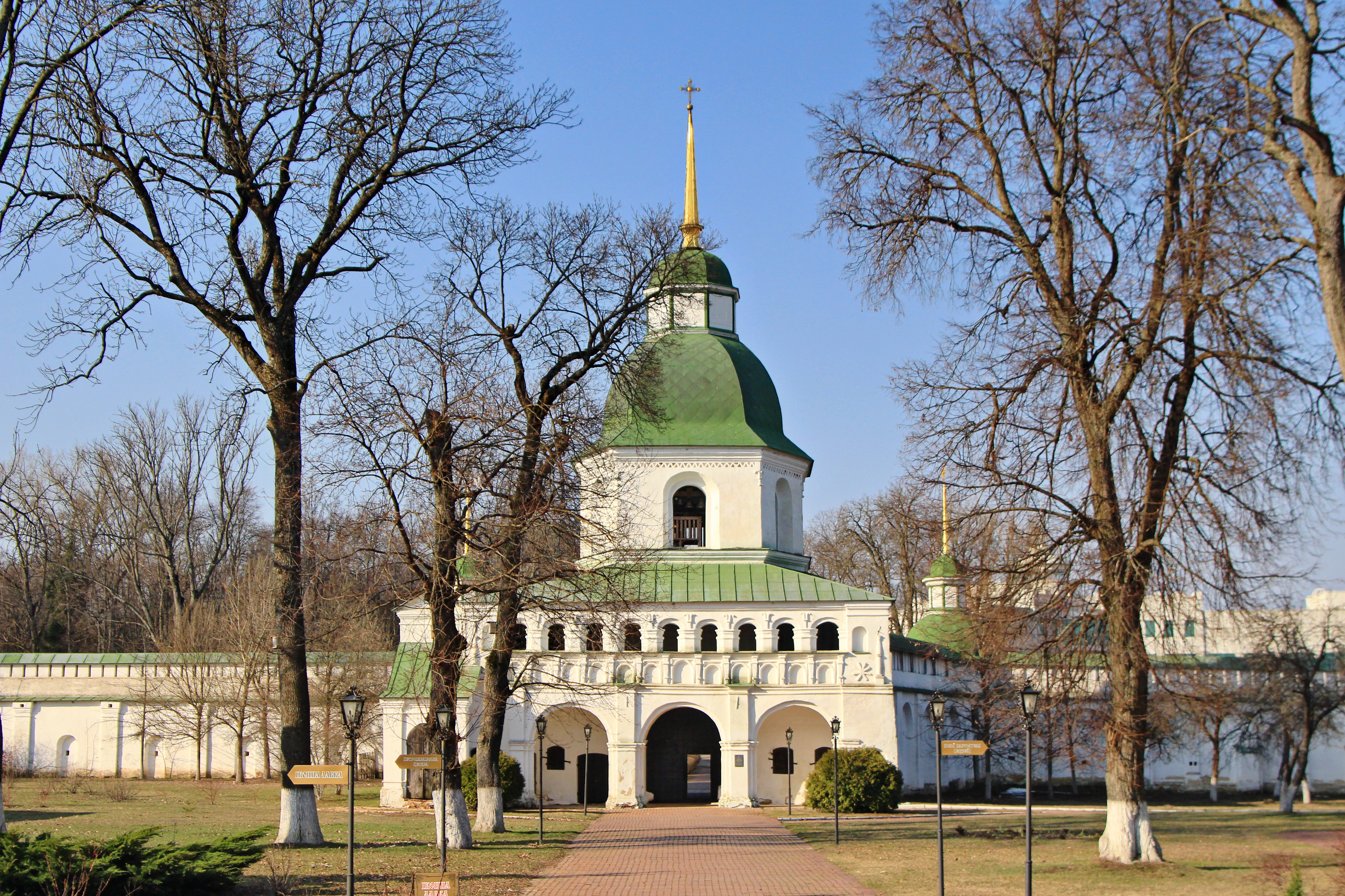
Вид на східний бік дзвіниці з території монастиря станом на квітень 2018 року
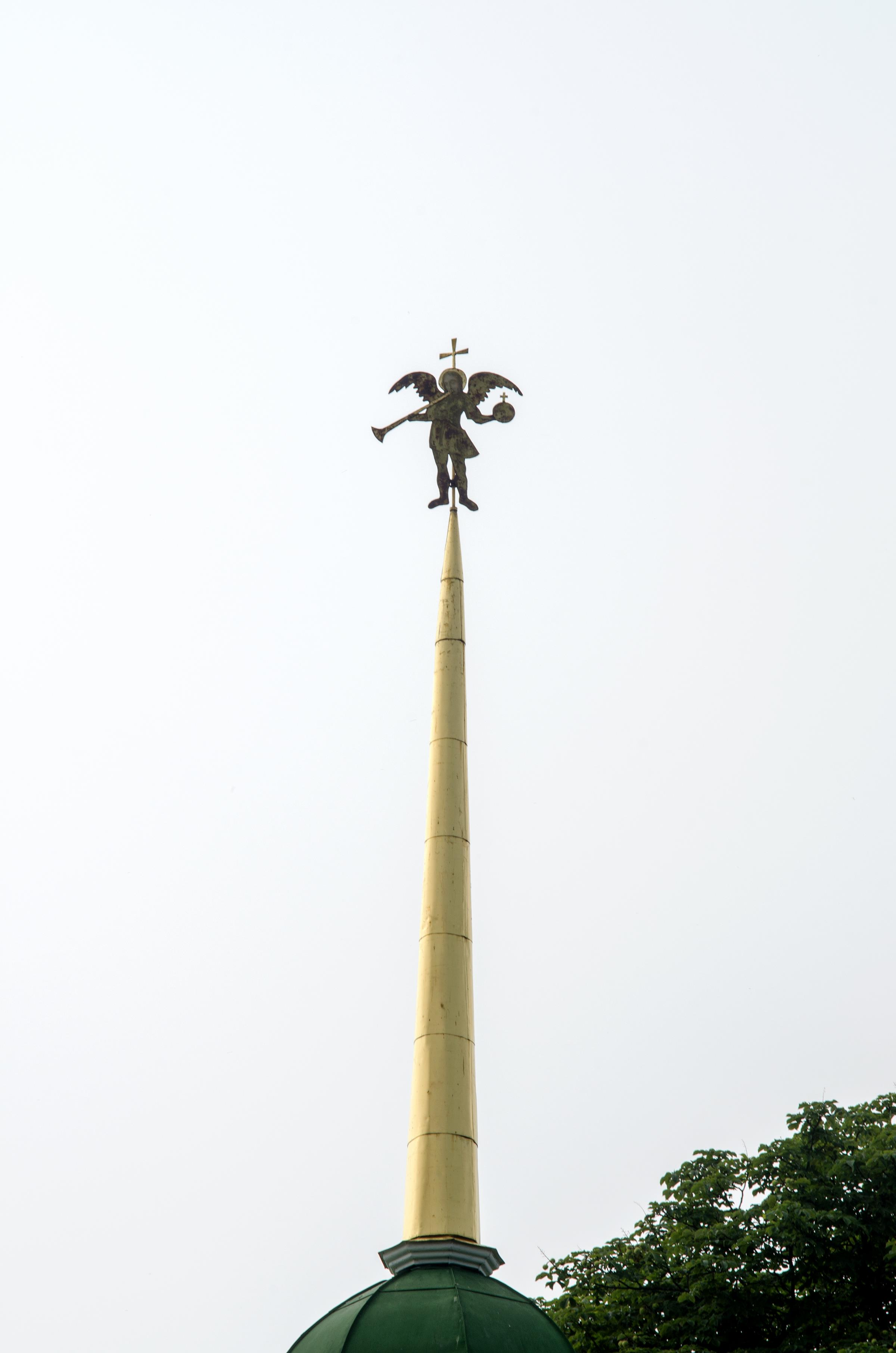
Ангел на шпилі монастирської вежі
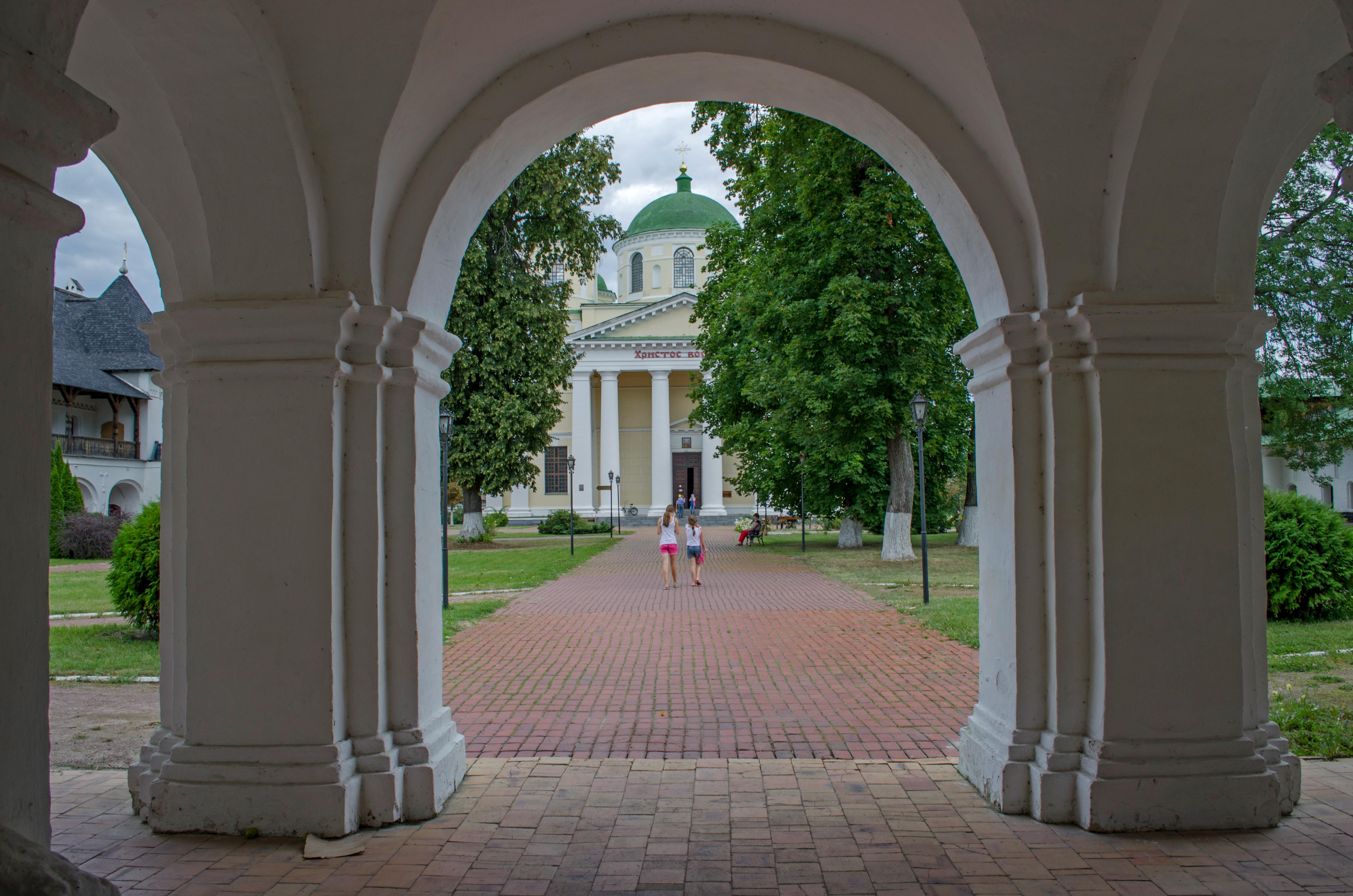
Вид з арки першого ярусу галереї на Спасо-Преображенський собор